# 파이오니어 리그
파이오니어 리그(Pioneer League)는 1939년 창설된 미국의 마이너 리그 루키 야구 리그이다. 총 8팀으로 이루어져 있다.

## 팀
| 디비젼 | 팀                     | MLB 팀                              | 연고지                | 홈구장                       |
| ------ | ---------------------- | ----------------------------------- | --------------------- | ---------------------------- |
| 노스   | 빌링스 머스탱스        | 신시네티 레즈                       | 빌링스, 몬타나        | 데러 파크                    |
| 노스   | 그레이트 폴스 보야거스 | 시카고 화이트삭스                   | 그레이트 폴스, 몬타나 | 컨텐 스타디움                |
| 노스   | 헤레나 브루어스        | 밀워키 브루어스                     | 헤레나, 몬타나        | 킨드릭 필드                  |
| 노스   | 미소우라 오스프레이    | 애리조나 다이아몬드백스             | 미소우라, 몬타나      | 오그렌 파크 앳 엘리건스 필드 |
| 사우스 | 그랜드 정션 로키스     | 콜로라도 로키스                     | 그랜드 정션, 콜로라도 | 서프리지오 필드              |
| 사우스 | 이다호 폴스 츄카스     | 캔자스시티 로열스                   | 이다호 폴스, 이다호   | 멜라레우카 필드              |
| 사우스 | 오그덴 렙터스          | 로스앤젤레스 다저스                 | 오그덴, 유타          | 린드퀴스트 필드              |
| 사우스 | 오렘 오위즈            | 로스앤젤레스 에인절스 오브 애너하임 | 오렘, 유타            | 브렌트 브라운 볼파크         |